# Okinoshima (posamine)
L'Okinoshima fu un posamine della Marina imperiale giapponese operante nella seconda guerra mondiale. Varato nel 1937, prese il nome dall'omonima isola e dalla precedente omonima nave da battaglia. Con le sue 4359 t standard fu il più grosso posamine della Marina imperiale, ed il primo ad operare con un idrovolante da ricognizione.
Partecipò alla battaglia del Mar dei Coralli (4-8 maggio 1942) al comando del gruppo di sbarco destinato a Tulagi (Isole Salomone); la missione venne però annullata in seguito all'andamento negativo della battaglia. Su di essa si trovava la bandiera del viceammiraglio Kiyohide Shima, e il posamine l'11 maggio successivo fu colpito e affondato da un siluro del sommergibile americano S-42.